# Ålfotbræen
Ålfotbræen er en gletsjer der ligger i kommunerne Bremanger, Flora og Gloppen i Sogn og Fjordane fylke i Norge. Bræen har et areal på 10,6  km² (2010) og det højeste punkt er på 1.385 moh.
Det er estimeret at Ålfotbreen har en årlig nedbørnormal på 5600 mm, hvilket gør den til det vådeste sted i Norge.

## Landskapsvernområde
Bræen ble 9. januar 2009 beskyttet  som Ålfotbreen landskapsvernområde af Kongen i statsråd. Det beskyttede område er 226 km²